# Hoa tiêu Hawaii
Hoa tiêu Hawaii (Zanthoxylum hawaiiense), là một loài thực vật có hoa thuộc họ cam chanh, Rutaceae, là loài đặc hữu của Hawaii. Loài này có ở độ cao 550–1.740 m (1.800–5.710 ft) ở rừng khô nhiệt đới Hawaii, nơi chúng mọc trên các dòng dung nham, và rừng ẩm thấp hỗn hợp tại đây trên đảo Hawaiʻi, Maui, Molokaʻi, và Lānaʻi. Chúng hiện đang bị đe dọa mất môi trường sống.

## Hình ảnh

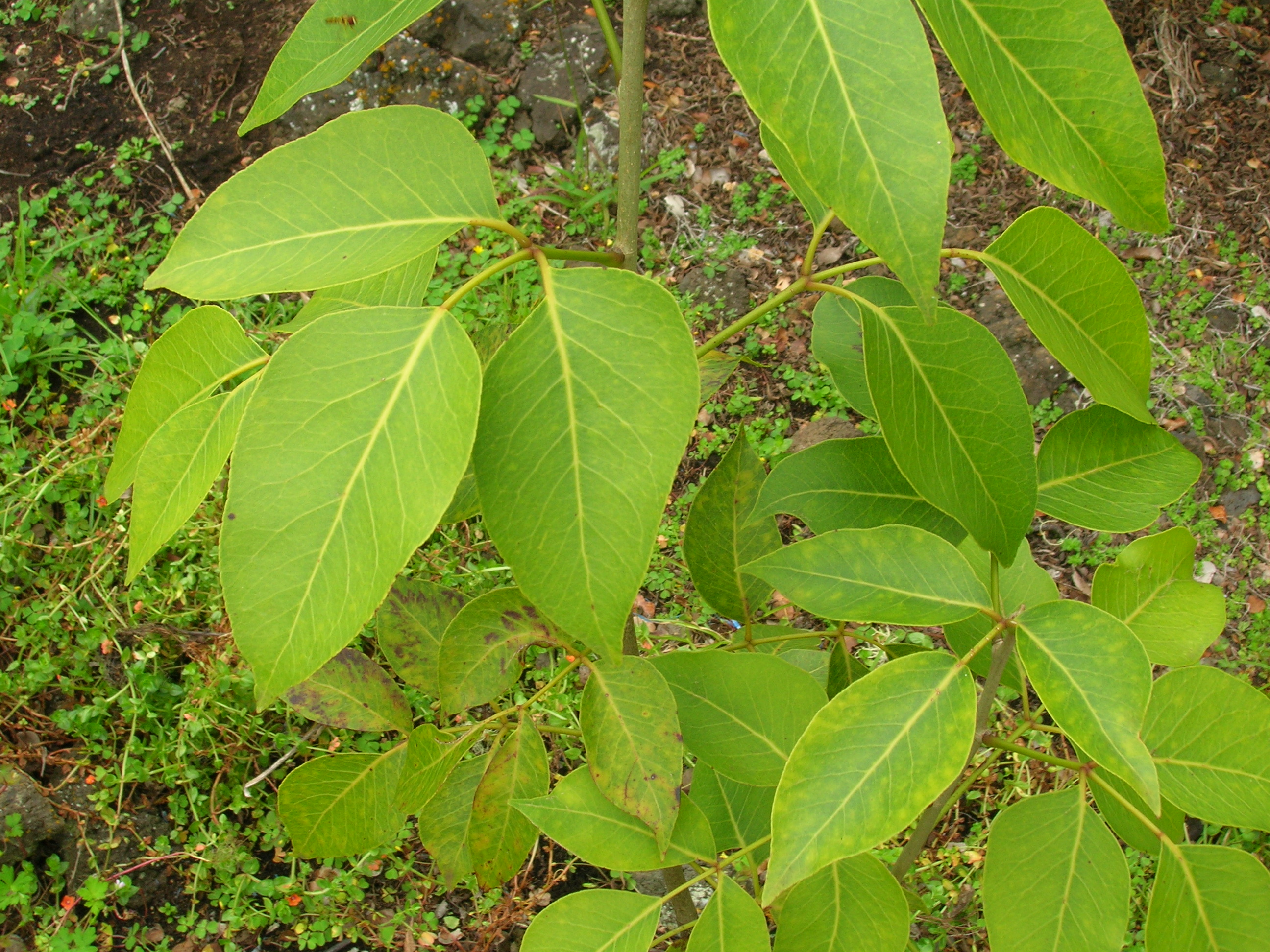
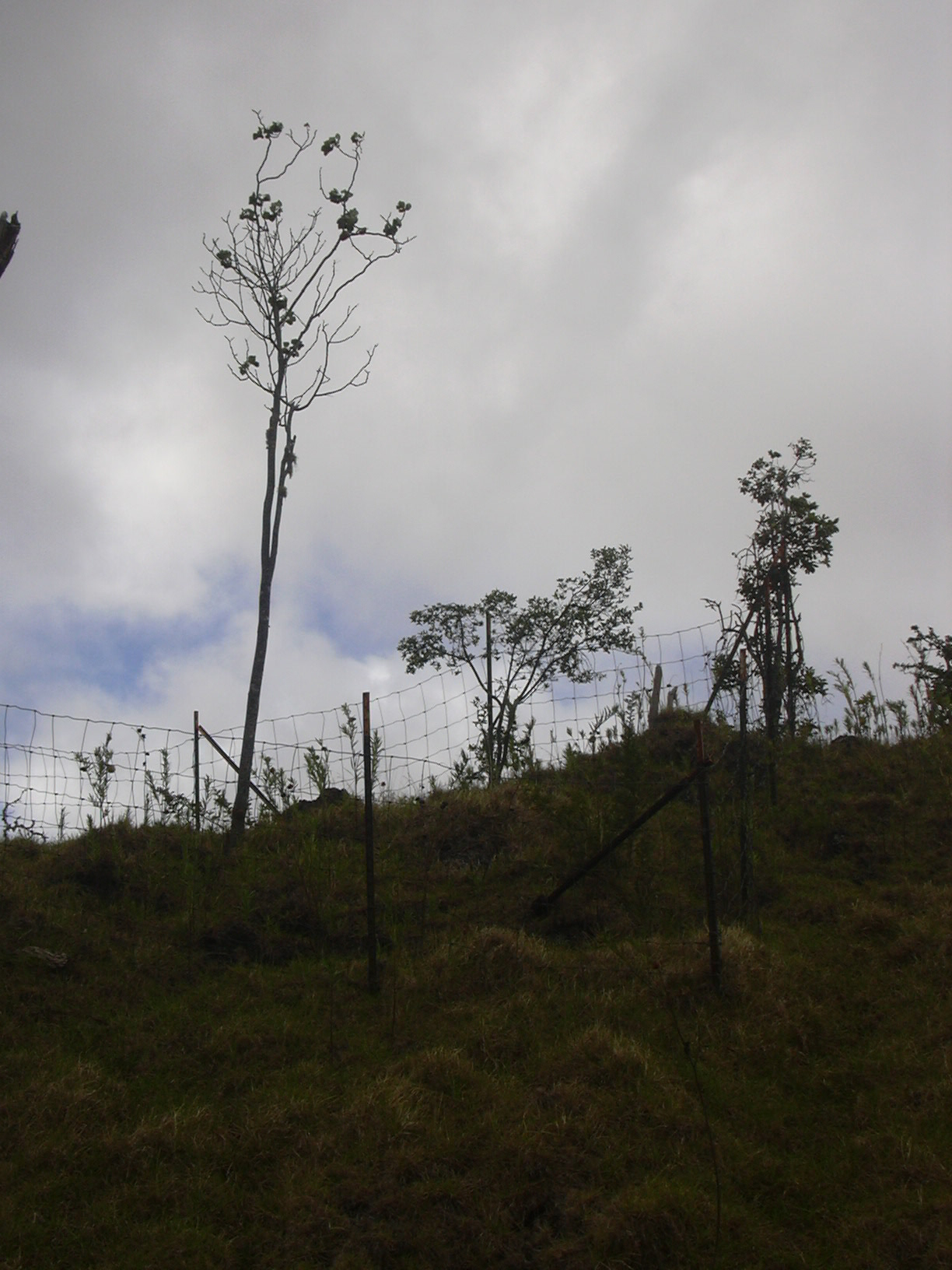
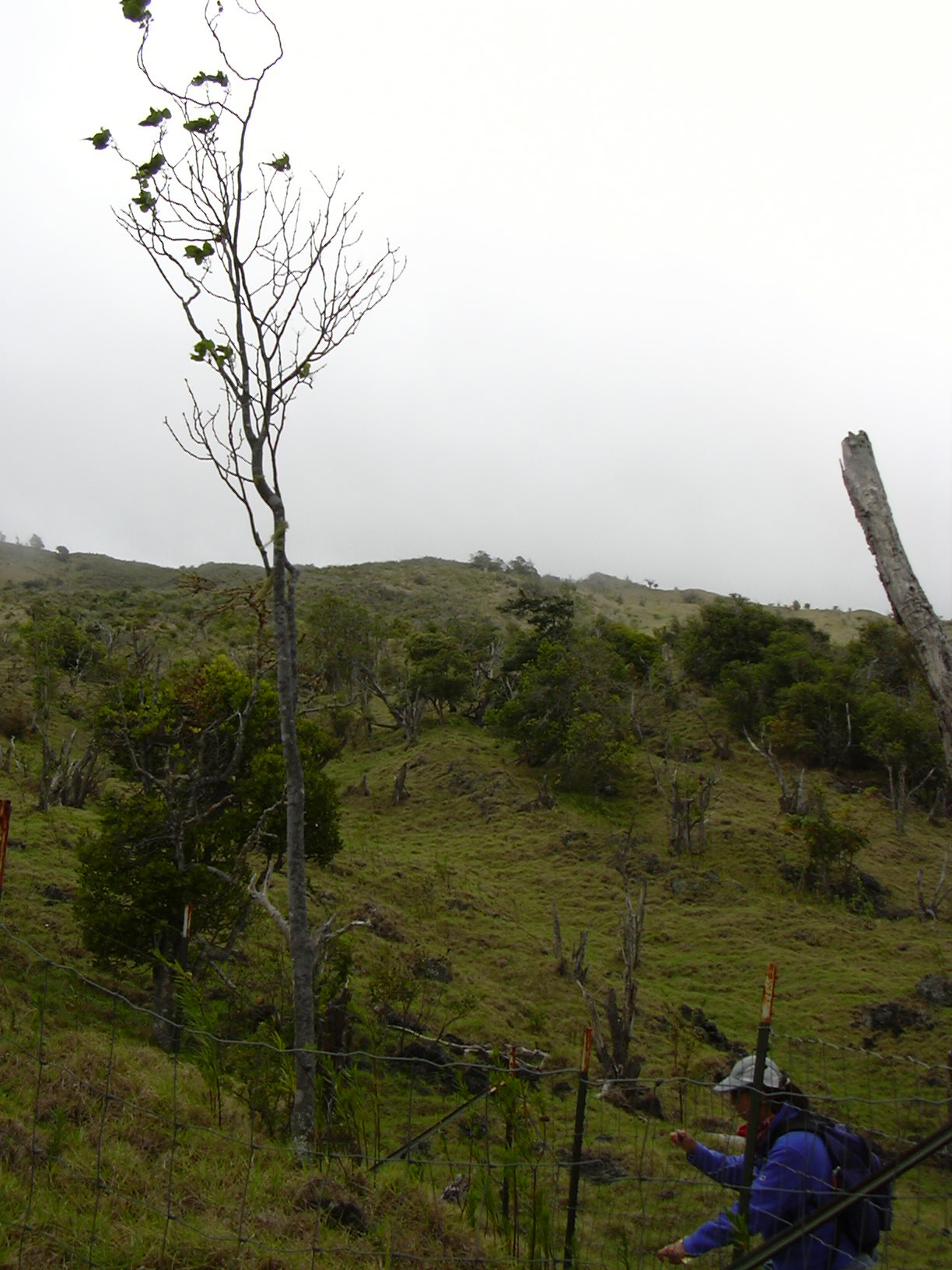
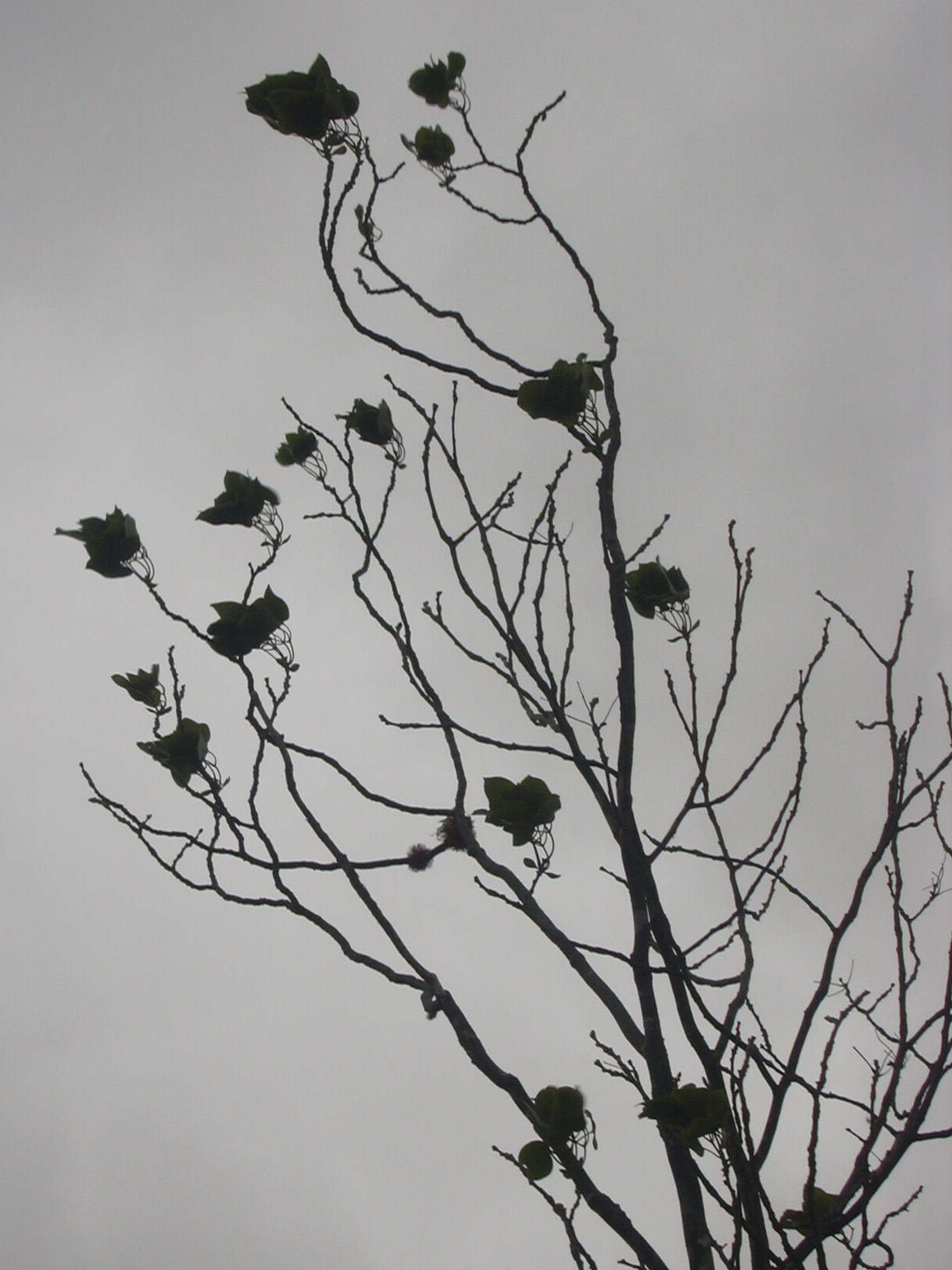